# Aigialosauridae
Aigialosauridae (del griego, aigialos = "orilla del mar" + sauros= lagarto o reptil) es una familia de lagartos mosasauroideos semiacuáticos del Cretácico Superior, de cuerpo alargado, cuello corto y con una cola aplanada para facilitar la natación como sus parientes posteriores los mosasaurios, pero a diferencia de estos no tenían sus patas transformadas en aletas. Algunos paleontólogos consideran que forman un grupo monofilético, mientras que otros mantienen que esta familia solo es parte de una serie de grados adaptativos no especialmente relacionados uno con otro, dentro de los mosasauroides primitivos.

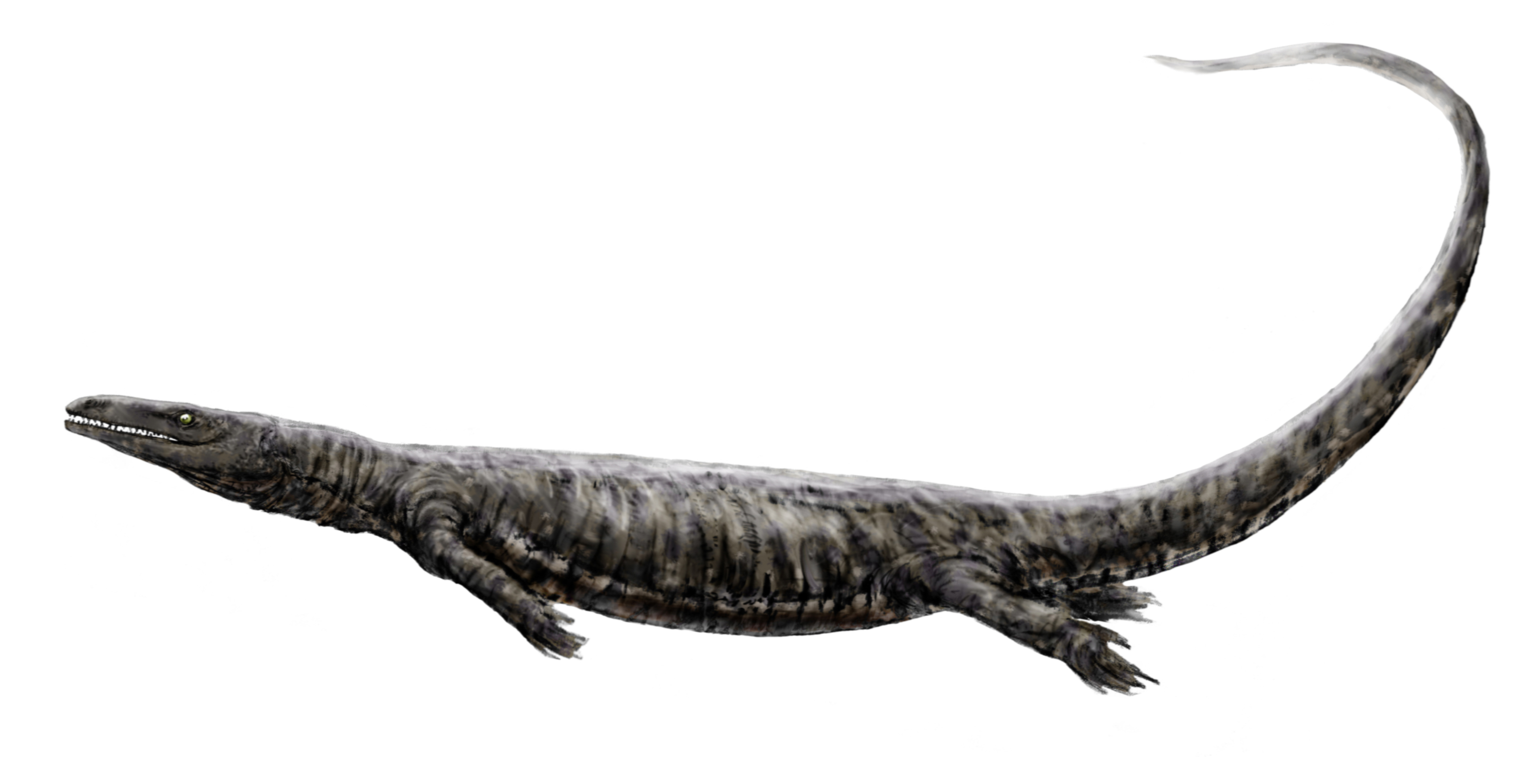
Aigialosaurus.